# Dita Côrte-Real
Edilte W. Côrte-Real ou Dita Côrte-Real é uma atriz brasileira.

## Biografia
"Dita" Côrte-Real (o apelido vem da infância) (1952, Recife, PE), é uma atriz brasileira, atualmente afastada das telas, e moradora do Rio de Janeiro.

## Filmografia
| Ano  | Título                           | Personagem              |
| ---- | -------------------------------- | ----------------------- |
| 1977 | Dona Flor e Seus Dois Maridos    | Inácia                  |
| 1975 | A Possuída dos Mil Demônios      | Noiva                   |
| 1975 | O Filho do Chefão                |                         |
| 1975 | Quando as Mulheres Querem Provas | Jane                    |
| 1971 | Um Homem Sem Importância         | Mulher do Grupo do jipe |
| 1971 | As Quatro Chaves Mágicas         | Maria                   |
| 1970 | Vida e Glória de Um Canalha      | Irene                   |
| 1969 | Meu Nome É Lampião               | [ 1 ] [ 4 ]             |

Na TV
- "Alberto Roberto" com Chico Anísio".

Como Assistente de Montadora de Filmes
- Um Homem Sem Importância
- As Quatro Chaves Mágicas[1]